# پل بابی لوح
پل بابی لوح مربوط به دوره پهلوی اول است و در شهرستان بستان‌آباد، بخش تیکمه داش، دهستان عباس شرقی، روستای قره چمن واقع شده و این اثر در تاریخ ۲۰ اردیبهشت ۱۳۸۶ با شمارهٔ ثبت ۱۹۰۶۲ به‌عنوان یکی از آثار ملی ایران به ثبت رسیده است.